# 馬迪福克鎮區 (阿肯色州霍華德縣)
馬迪福克鎮區（英語：Muddy Fork Township）是位於美國阿肯色州霍華德縣的一個行政鎮區。

## 地方資料
馬迪福克鎮區的面積為97.42平方千米，當中陸地面積為97.26平方千米，而水域面積為0.16平方千米。根據2010年美國人口普查的數據，當地共有人口132人，而人口密度為每平方千米1.35人。